# Скафандр «Кречет»

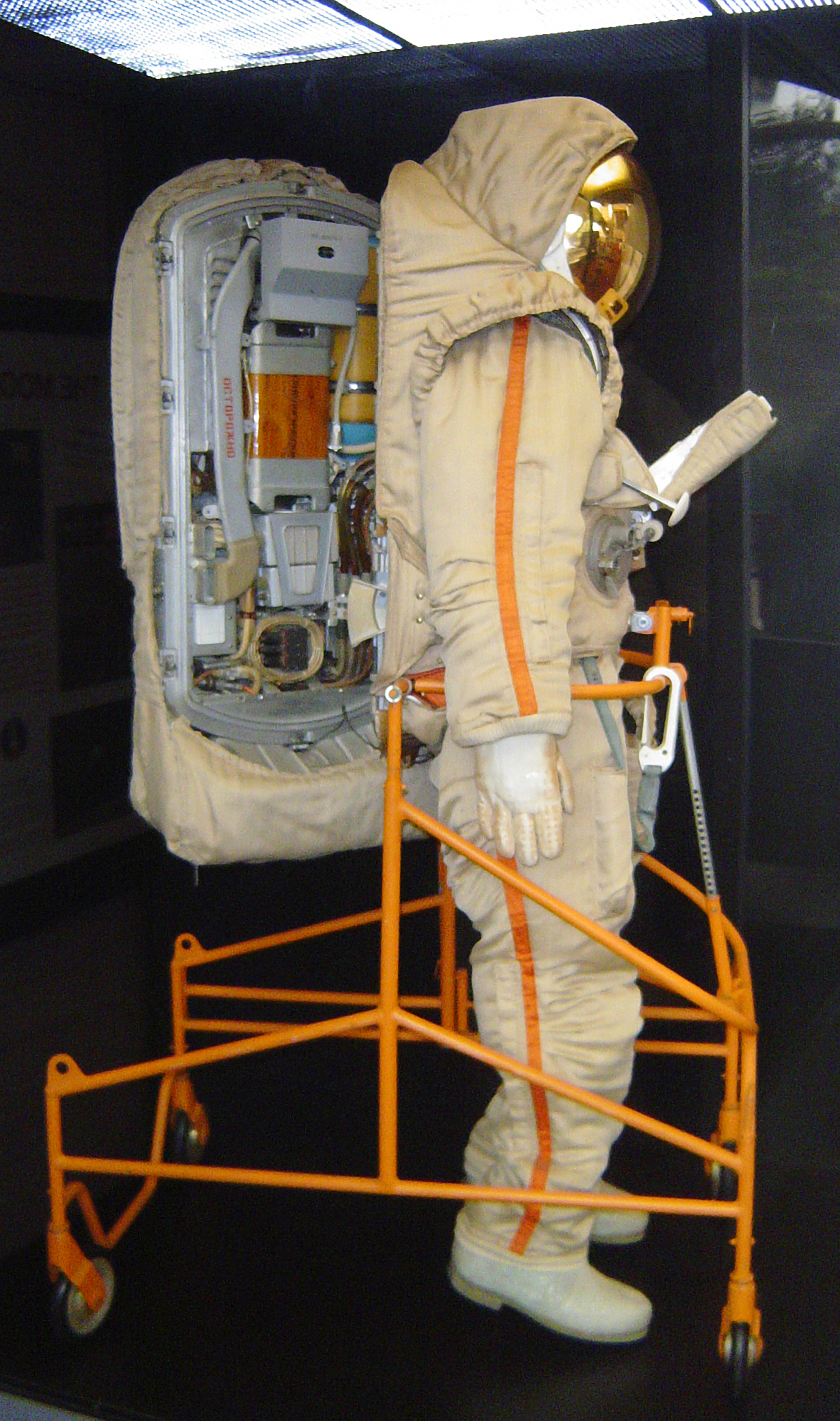
Скафандр Кречет

Скафандр «Кречет» — радянський напівжорсткий космічний скафандр для експедиції на Місяць.

## Історія створення
У рамках радянської місячної програми доводилося створювати скафандр, що дозволяє досить тривалий час працювати безпосередньо на Місяці. Він мав назву «Кречет» і став прообразом скафандрів «Орлан», які використовуються сьогодні російськими космонавтами для роботи у відкритому космосі.
З низки причин політ радянської людини на Місяць не відбувся, але скафандр для місячної експедиції колективом НПП "Зірка" був розроблений. Для місячної експедиції вперше в практиці скафандробудування було вирішено зробити скафандр напівтвердого типу з вбудованою в кришку вхідного люка системою життєзабезпечення, яка дозволяв забезпечити вигідніший рівень безпеки космонавта на Місяці.
Радянська місячна програма передбачала перебування на Місяці одного космонавта (на відміну від двох у програмі США) і 5-ти кілометровий перехід на резервний корабель у разі неможливості здійснити зліт з Місяця на основному кораблі. Тому ми повинні були передбачати можливість такого переходу в умовах місячної гравітації (1/6 земної).

## Характеристики
«Кречет», також як і його сьогоднішній аналог «Орлан» являв собою дуже складний пристрій. Він не надягався на людину, а навпаки, людина входила у скафандр — для цього в задній частині цього спорядження був люк. У ньому була система спеціальних розтяжок і фіксаторів, необхідних для забезпечення непорушності людини на час маневрів, оскільки при малій масі всього місячного корабля зсув центру маси всього апарата через незграбний рух людини міг спричинити значні неприємності.

Конструкція місячного скафандру

Для НПП "Зірка" це був уже третій тип скафандра, що створювався в стінах закладу. Однак призначений для фантастичної мети — висадки людини на Місяці. Необхідні попередні дослідження дозволили сформулювати обов'язковий набір вимог до цього пристрою, адже за складністю він був справжнім інженерним витвором — самостійним космічним модулем для однієї людини. У скафандрі дослідник Місяця повинен був зберегти такі рухові та робочі здібності, які на 3емлі вважаються елементарними. Наприклад, пересуватися по місячній поверхні з урахуванням того, що «прогулянки» можуть відбуватися на різному рельєфі; мати можливість встати на ноги у випадку падіння, здійснити контакт із місячним «ґрунтом», температура якого коливається в дуже широких межах (в тіні і на світлі від −130 °С до +160 °С); працювати з приладами, збирати зразки місячних порід і виконувати примітивне буріння. Космонавтові повинна була бути забезпечена можливість підкріпитися спеціальною рідкою їжею, а також виводити зі скафандра урину. Словом, уся система життєзабезпечення розраховувалася на важчі умови роботи, ніж ті, що існували під час орбітальних виходів дослідників.
У результаті проєктно-конструкторські зусилля увінчалися експериментальним скафандром СКВ. Після затвердження програми радянської місячної експедиції довелося вибирати між двома варіантами. Перший з них мав оболонку «м'якого» типу зі знімним ранцем, розробкою якого керував провідний конструктор С. Уманський. Другий, створений під керівництвом А. Стокліцького, мав так звану «напівжорстку» оболонку, а замість ранцевої — вбудовану систему життєзабезпечення. Перемогла саме ця версія, базою для якої послужив саме скафандр СКВ.
«Переможець» відрізнявся від усіх попередників не тільки внутрішньою «начинкою» з різних систем, він навіть зовні був незвичайним. Стосовно нього вже відпала необхідність використовувати словосполучення «надіти скафандр». Доречнішим є вживання — «увійти в скафандр». Це був саме будиночок, до якого космонавт входив або залазив через дверцята — люк на спині. У «дверях» розміщувалася система життєзабезпечення. Спереду — на торсовій частині кіраси — розташовувався вмонтований ілюмінатор опуклої форми, тонований дзеркально золотом тієї густини, яка чисто робила його непроникним. Крім того, спереду — на кірасах знаходилися важільці керування системою скафандра і фланці для кріплення нижньої м'якої частини скафандра і приєднання рукавів.
Також на поясі був так званий «обруч», призначенням якого було допомогти космонавту піднятися, якщо він впаде. Оскільки під час кожної експедиції комплексу Н1-Л3 на Місяць прибував тільки 1 космонавт, то відповідно допомоги йому чекати було нізвідки. Тому «обруч» дозволяв перевернутися йому самостійно на живіт і піднятися.

## Відпрацювання та випробування
До 1969 року повний цикл випробувань пройшли два варіанти скафандрів для місячної експедиції: «Кречет» — для виходу на іншу планету і "Орлан — для орбітальної роботи. Системи «Кречета» забезпечували рекордне автономне перебування людини на Місяці — до 10 годин, протягом яких дослідник міг виконувати роботи з великими фізичними навантаженнями. Для терморегуляції застосували костюм водяного охолодження. Було створено 2 контури: контур циркуляції та регенерації повітряного середовища усередині скафандра, а також запас кисню для компенсації витоків і контур водяного охолодження.
Поряд зі створенням напівтвердого «місячного» скафандра був створений оригінальний стенд, достовірно імітував місячні умови і фізично була продемонстрована можливість здійснення 5-ти кілометрового місячного переходу космонавта в скафандрі, причому фізичне навантаження при цьому не перевищувала допустимих меж. Досвід створення місячного скафандра не пропав марно, він ліг в основу розробки скафандра для обслуговування орбітальних станцій.
Для випробування скафандра був побудований повномасштабний макет місячного корабля, на якому проводилися різні випробування і тренування екіпажу. Для того, щоб імітувати місячну гравітацію, яка в 6 разів земної, була побудована спеціальна похила вежа. Людина ходила по її зовнішній стіні, утворювати з вертикаллю кут приблизно 30 градусів. При цьому земне тяжіння «тягнуло» вниз й забирало більшу частину ваги (щоб не впасти, людина в «Кречеті» перед цими операціями підвішувалася на трос), а на упор ногами залишалася лише шоста частина ваги, що й забезпечувало «місячні умови». Оскільки скафандр вийшов досить великим, довелося заново розробляти і люк. З цієї ж причини розміщення приладів і агрегатів місячної кабіни також узгоджувалося з місцем розташування людини (знову-таки для збереження центру мас).
«Кречет» мав власні системи радіозв'язку, телеметрії, пристрій забезпечення питною водою та видалення рідких відходів. Проте, на превеликий жаль всіх учасників радянської місячної програми, вона була закрита, незважаючи на повну готовність скафандрів до експерименту.
Якщо у місячним перегонах перемогли американці, то в області розвитку космічних станцій незаперечним лідером вважався Радянський Союз. І тут вельми у нагоді досвід створення напівтверді скафандра.

## Спадок місячного скафандра
Коли в 1969-му почалися роботи по першій орбітальної станції, однією з найважчих виявилася проблема тривалого використання і зберігання скафандра на борту без повернення на Землю.
Напівжорсткий тип скафандра найбільш пристосований для позакорабельної діяльності, пов'язаної із забезпеченням експлуатації довгострокової орбітальної станції. Напівтверді скафандри з вбудованими автономними системами забезпечення життєдіяльності оптимальні для багаторазової та тривалої роботи у відкритому космосі.
В подальшому було виконано кілька модифікацій типу скафандра «Орлан». Всі вони володіють рядом переваг, що забезпечують їх успішне застосування при тривалих космічних польотах. До них можна віднести швидке самостійне надягання-зняття, використання одного типорозміру скафандра для космонавтів з різними антропометричними даними, можливість обслуговування на орбіті без повернення на Землю, простоту заміни змінних і що вийшли з ладу елементів.
Найскладнішим стало тривале збереження води, що циркулює в гідросистемі, котра забезпечувала потрібний тепловий баланс у відкритому космосі. Врешті-решт, труднощі усунули з допомогою технологій іонізації води сріблом та новітніх неметалічних матеріалів, з яких робилися патрубки, роз'єми і інші елементи гідросистеми.
Будь-які космічні пристрої, виготовлені за спеціальними, часом унікальним, технологіями з використанням рідкісних конструкційних матеріалів, неймовірно дорогі. Хоча, як правило, доступними для суспільства стають лише загальні показники витрат на той чи інший проект. Що ж стосується вартості комплектуючих, конкретних систем або агрегатів, то з цього приводу їх виробники зазвичай зберігають мовчання. Тому ціну, в яку обходиться придбання, наприклад, одного «Орлан-М», назвати не можна. Є, правда, відомості за аналогічною американської продукції. Так, сучасний скафандр астронавтів НАСА, близький за характеристиками до «Орлану-М», коштує 12-15 млн доларів.